# The Final Countdown
The Final Countdown är det tredje musikalbumet utgivet av Europe 1986. På Billboard i USA toppade albumet på plats 8 den 28 mars 1987. Det här var klaviaturspelaren Mic Michaeli första skiva som permanent medlem i Europe. Detta var även trummisen Ian Haugland debutskiva med bandet. Albumet sålde 15 miljoner exemplar världen över och är fortfarande en bästsäljare.

## Låtlista
Alla låtar är skrivna av Joey Tempest.
Sida ett
1. "The Final Countdown"
2. "Rock the Night"
3. "Carrie" (Tempest/Mic Michaeli)
4. "Danger on the Track"
5. "Ninja"

Sida två
1. "Cherokee"
2. "Time Has Come"
3. "Heart of Stone"
4. "On the Loose"
5. "Love Chaser"

## Listplaceringar
| Lista (1986-1987, 2009) | Topplacering |
| ----------------------- | ------------ |
| Sverige                 | 1            |
| Finland                 | 1            |
| Spanien                 | 1            |
| Schweiz                 | 1            |
| Italien                 | 2            |
| Nya Zeeland             | 3            |
| Norge                   | 4            |
| Österrike               | 5            |
| Kanada                  | 6            |
| Tyskland                | 6            |
| Nederländerna           | 6            |
| Nya Zeeland             | 3            |
| USA                     | 8            |
| England                 | 9            |
| Australien              | 10           |

## Singlar
- "The Final Countdown"
- "Love Chaser" - bara släppt i Japan, låten är dock B-sida på "Carrie"-singeln
- "Rock the Night"
- "Carrie"
- "Cherokee"

## Medverkande musiker
- Joey Tempest - sång
- John Norum - gitarr
- John Levén - bas
- Mic Michaeli - klaviatur
- Ian Haugland - trummor